# Okanagan

Carte de la Colombie-Britannique permettant de localiser les trois districts régionaux qui sont inclus dans la région Okanagan.

Pour les articles homonymes, voir Okanagan (homonymie).
L'Okanagan (en anglais : The Okanagan, ou parfois par extension Okanagan Valley traduit en français par vallée de l'Okanagan, ou encore Okanagan Country que l'on ne traduit quasiment jamais en français par « pays de l'Okanagan ») est une région importante située dans le sud de la Colombie-Britannique au Canada, qui regroupe principalement les territoires qui couvrent les bassins versants du lac Okanagan et de la rivière Okanagan. Cette région a un climat plutôt sec et ensoleillé, comme les autres parties de l'Intérieur.
Administrativement, la région comporte trois districts régionaux (du sud au nord) : 
- District régional de Okanagan-Similkameen, dont le siège est situé à Penticton
- District régional de Central Okanagan, dont le siège est situé à Kelowna
- District régional de North Okanagan, dont le siège est situé à Coldstream (mais la plus grande ville est Vernon)

## Géographie
La région de l'Okanagan est située en Colombie-Britannique entre la région de Vancouver (Lower Mainland) et ses montagnes à l'ouest, les Kootenays à l'est et la région de Thompson-Shuswap au nord. Au sud, elle est bordée par la frontière avec l'État américain de Washington. La région suit globalement le tracé de la rivière Okanagan, sauf pour les vallées de Similkameen et Kettle, et elle est donc orientée du sud vers le nord dans sa partie sud, puis elle s'oriente vers le nord-est. La vallée s'étend sur environ 250 kilomètres de longueur et une vingtaine de kilomètres de largeur. Elle est reconnue pour ses paysages grandioses qui diffèrent sensiblement du reste du Canada : montagnes semi-désertiques, paysages de petits cactus, etc. 

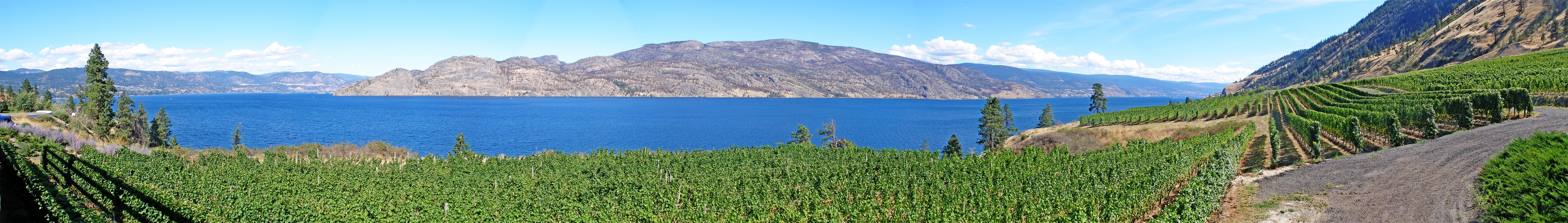
Paysage typique de la vallée de l'Okanagan.

## Population
La principale ville est Kelowna (96 288 habitants), c'est un centre touristique important. La région possède plusieurs localités très plaisantes. Penticton, qui veut dire « là où on veut rester pour toujours » est une petite ville d'environ 31 000 habitants entre les lacs Skaha et Okanagan. Osoyoos a 4 295 habitants. Keremeos, située entre Princeton et Penticton, est la capitale des stands de fruits du pays. 
En 2001, 297 601 personnes vivaient dans la région de l'Okanagan, une augmentation de 4,8 % par rapport à 1996, pour un territoire d'un peu moins de 21 000 kilomètres carrés.

## Principales villes
Les principales villes situées le long de la rivière Okanagan sont les suivantes (du sud vers le nord) :
- Osoyoos
- Oliver
- Okanagan Falls
- Penticton
- Summerland
- Peachland
- Westbank
- Kelowna
- Lake Country
- Vernon

## Économie
Dans la vallée d'Okanagan, l'agriculture est l'activité économique dominante. On y retrouve plusieurs fruiteries et des vignobles.

## Éducation
- Université de la Colombie-Britannique Okanagan  - Kelowna
- Université Simon-Fraser - Kamloops
- Thompson Rivers University - Kamloops (anciennement sous le nom de Northen Cariboo University college)

## Personnalités de l'Okanagan
- Stockwell Day, ancien chef de l'Alliance canadienne, un parti qui n'existe plus aujourd'hui, car il s'est fusionné avec le parti Progressiste-conservateur pour former le Parti conservateur du Canada. Albertain d'origine, il est venu dans la vallée de l'Okanagan parce que c'est un comté sûr pour un homme politique de droite.
- William Andrew Cecil Bennett (1900-1979), premier ministre de la Colombie-britannique entre 1952 et 1972, député provincial à partir de 1941, retraité en 1974 et suivi comme chef du parti créditiste brittano-colombien par son fils, William Richards Bennett, qui fut premier ministre de la province de 1975 à 1986. Tous deux représentèrent la vallée de l'Okanagan qui inclut la ville de Kelowna. Pour le père ce comté était South Okanagan, il a été reformé avant l'élection de 1975 et renommé Okanagan South. Le père était surnommé « W.A.C. » (prononcé comme en anglais), et aussi Wacky ; le fils était surnommé Miniwac, Bill ou Bennett II (comme le souverain d'un royaume).
- Jeannette Armstrong, romancière et poète des Premières nations canadiennes.

## Lieux
- nʕaylintn, falaise rocheuse au sud du lac Vaseux, entre Okanagan Falls et Oliver

## Source
- Profils des communautés en 2001, statistiques canadiennes.